# Беневелло
Беневелло (італ. Benevello, п'єм. Benevel) — муніципалітет в Італії, у регіоні П'ємонт,  провінція Кунео.
Беневелло розташоване на відстані близько 470 км на північний захід від Рима, 60 км на південний схід від Турина, 55 км на північний схід від Кунео.
Населення — 475 осіб (2014).
Покровитель — святий Петро in Vincoli.

## Демографія
Населення за роками:

Станом на 1 січня 2023 року в муніципалітеті офіційно проживав 31 іноземець з 13 країн, серед них 16 громадян країн Євросоюзу та 4 громадяни України.

## Сусідні муніципалітети
- Альба
- Боргомале
- Діано-д'Альба
- Лекуїо-Беррія
- Роделло